# Josef Stránský
Josef Stránský (10. prosince 1914, Havlíčkova Borová – 21. června 1944, Normandie, Francie) působil za druhé světové války jako bombardovací letec krátce ve Francii a posléze v Anglii. Od března 1941 působil u 311. československé bombardovací perutě a stal se jedním z jejích nejlepších pilotů.

## Život

### Do roku 1939
Josef Stránský se narodil v hospodářské usedlosti čp. 17 Josefovi a Marii Stránským. Josef vychodil v Borové pět tříd obecné školy a tři třídy měšťanské školy. Čtvrtý ročník dochodil v nedaleké Chotěboři. V roce 1934 odmaturoval na Vyšší státní škole v Pardubicích a o rok později ve stejném místě nastoupil vojenskou službu u 8. dragounského pluku. Dále absolvoval záložní důstojnickou školu a dobrovolně se přihlásil do Vojenské akademie. Do roku 1938 absolvoval v Prostějově základní letecký výcvik a stal se poručíkem letectva. V této hodnosti byl 1. září 1938 přidělen k 5. leteckému pluku v Brně. Během mobilizace zde sloužil u bombardovací letky.

### Polsko
Dne 1. března 1939 byl stále ještě v Brně jmenován polním pozorovatelem-letcem a pilotem vícemístných letounů, ale kvůli okupaci již 15. března utíká do Polska. Jako jeden z prvních letců se přihlásil v Malých Bronowicích u Krakova, kde se soustřeďovala československá jednotka, a odtud v červenci odjíždí přes Gdyň do Francie.

### Francie
V St. Cyr čekal na vyřízení žádosti o přijetí do Cizinecké legie a do ní byl zařazen 7. října 1939. Už o tři dny později byl přemístěn k francouzskému letectvu na základnu v Toulouse nejprve v hodnosti seržant, později poručík. Létal většinou na dvoumotorových letounech typu Marcel Bloch M.B.200BN.4 a M.B.210BN.5. Jako většina čs. bombardovacích pilotů však ve Francii po jejím napadení dne 10. května 1940 nebyl zařazen k bojové jednotce a už 19. června odplul z jihofrancouzského přístavu Port Vendres do Anglie.

### Spojené království
V Liverpoolu přistál dne 12. července 1940. Byl zařazen do Royal Air Force (Královské letectvo), u 24. perutě byl přeškolen na britské dvoumotorové bombardéry a od 21. března 1941 začal působit u 311. čs. bombardovací peruti ze základny v East Wretham. První noční nálet absolvoval 11. června a poté, většinou už jako kapitán stroje Vickers Wellington Mk.IC prováděl operační lety na Hannover, Brémy, Kolín nad Rýnem, Frankfurt nad Mohanem, Hamburk, Berlín, Rotterdam, Antverpy, Cáchy a další města a cíle po okupované Evropě a Německu. 311. peruť si za své výkony vysloužila uznání, ale pro velké ztráty na jaře 1942 musela být činnost perutě přerušena, aby doplnila stavy. Od 27. března zastával v hodnosti Squadron Leader funkci velitele její letky B.
Operační část 311. perutě se tehdy také přesunula na letiště Aldergrove v Severním Irsku, kde začala speciální výcvik v nízkém létání a v bombardování cílů na vodě a stala se součástí Velitelství pobřežního letectva (Coastal Command). 10. června se peruť přesunula na letiště Talbenny ve Walesu. Z letiště Bircham Newton v Norfolku se pak 14 Wellingtonů z 311. peruti účastnilo 25. - 26. června spolu s tisícovkou dalších bombardérů Bomber i Coastal Command masivního náletu na město Brémy a na tamější továrnu na letadla Focke-Wulf. Všech 14 posádek se vrátilo, avšak čtyři z nich utrpěly na svých strojích škody od flaku, přičemž největší měl právě Stránského Wellington Mk.IC DV664 (KX-A).
Po návratu do Talbenny začala peruť podnikat operace již definitivně v rámci Coastal Command, ty spočívaly v patrolách nad oceánem a útocích na případná německá plavidla včetně ponorek. Stránský podnikl celkem 25 operačních protiponorkových hlídkových letů nad Biskajským zálivem a právě v této oblasti, asi 400 km severně od španělského města La Coruňa dne 27. července 1942 prokazatelně těžce poškodil velkou oceánskou ponorku U-106 velitele Hermanna Rasche, která vyplula před dvěma dny z francouzského přístavu Lorient na svou již sedmou atlantickou výpravu, tentokráte do jižního Atlantiku. Za tento zdařilý útok obdržel velitel posádky Stránský vysoké britské vyznamenání, a to Záslužný letecký kříž (Distinguished Flying Cross).
Ve své úspěšné činnosti Stránský pokračoval, než od 1. února 1943 jako velitel československé operační výcvikové letky Czech Flight No 6. (C)OTU začal cvičit nováčky. Na podzim 1943 se znovu vrátil k bojovým operacím, avšak byl přeškolen na rychlé dvoumotorové letouny De Havilland Mosquito. Od 6. března 1944 začal působit ze základny Hunsdon u britské 21. perutě jako velitel jedné letky. Tato jednotka byla zařazena do taktického letectva a její cíle představovaly např. mosty, železniční uzly a další strategicky významné objekty a to vše v rámci příprav spojenecké invaze do Normandie (Dne D).

### Úmrtí a odkaz

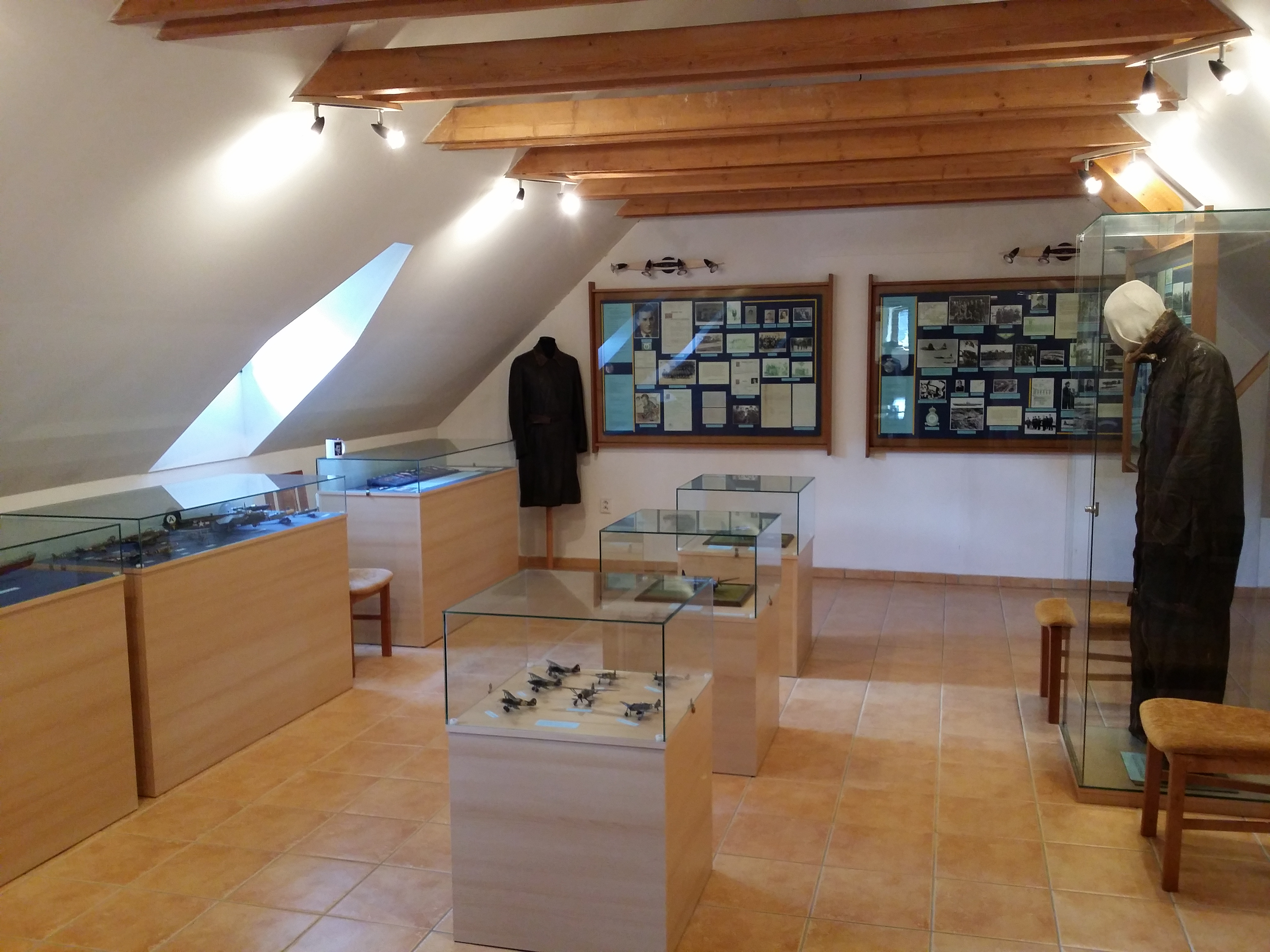
Expozice o Josefu Stránském

Největší obojživelná invaze druhé světové války, jež započala 6. června 1944, se setkala s úspěchem, ale stále bylo třeba dobytá předmostí a postupující divize západních Spojenců podporovat vzdušnými útoky na německé pozice. Těch se samozřejmě ve svém Mosquitu účastnil i Stránský a navigátorem mu byl F/O František Bouda. Bohužel z nočního letu NT 122 na 21. června 1944 se již nevrátili. Trosky jejich Mosquita i s mrtvou osádkou byly v Normandii později nalezeny a identifikovány. Oba letci jsou pohřbeni na britském vojenském hřbitově St. Valery en Caux ve Francii ve společném hrobě B 31-32.
Vyjma Leteckého záslužného kříže byl Stránský vyznamenán čtyřikrát Československým válečným křížem, čtyřikrát Československou medailí Za chrabrost a dalšími řády a vyznamenáními. In memoriam byl 31. prosince 1946 povýšen do hodnosti štábního kapitána letectva a dokonce ještě po roce 1989 do hodnosti plukovníka letectva. Stejně jako dalšímu významnému rodákovi z Havlíčkovy Borové známému novináři Karlu Havlíčkovi Borovskému je i Josefovi Stránskému věnována expozice v tamějším muzeu.

## Vyznamenání
| Záslužný letecký kříž                                                    | Záslužný letecký kříž                                                    |
| Air Crew Europe Star                                                     | Air Crew Europe Star                                                     |
| Atlantic Star                                                            | Atlantic Star                                                            |
| Defence Medal United Kingdom                                             | Defence Medal United Kingdom                                             |
| War Medal 1939–1945                                                      | War Medal 1939–1945                                                      |
| Československý válečný kříž 1939, čtyřnásobný držitel                    | Československý válečný kříž 1939, čtyřnásobný držitel                    |
| Československá medaile Za chrabrost před nepřítelem, čtyřnásobný držitel | Československá medaile Za chrabrost před nepřítelem, čtyřnásobný držitel |
| Československá medaile za zásluhy, I. stupeň                             | Československá medaile za zásluhy, I. stupeň                             |
| Pamětní medaile Československé armády v zahraničí, se štítky F a VB      | Pamětní medaile československé armády v zahraničí, se štítky F a VB      |